# Jad vašem

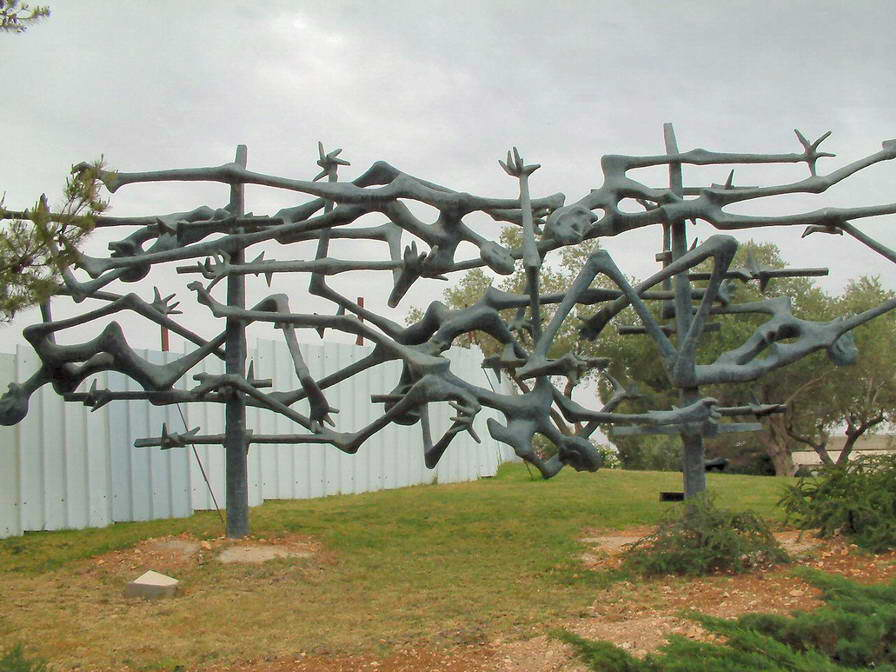
Znázornění obětí šoa v památníku Jad vašem

Jad vašem (hebrejsky יד ושם‎) je památník obětí a hrdinů holokaustu v Izraeli. Založen byl v roce 1953 na základě zákona izraelského parlamentu – Knesetu.
Jméno památníku pochází z biblického verše: Že dám jim v domě svém a mezi zdmi svými místo, a jméno (hebrejsky jad va-šem‎) lepší nežli synů a dcer. Jméno věčné dám jim, kteréž nebude vyhlazeno. (Izaiáš 56:5).
Památník je umístěn v Jeruzalémě, na hoře Har ha-Zikaron (hoře Pamatování). Jde o rozsáhlý komplex budov, pomníků a soch. Posláním památníku je dokumentovat historii židovského národa v období holokaustu, uchování památky na šest miliónů židovských obětí tohoto období a v neposlední řadě také předávání odkazu holokaustu dalším generacím. Při památníku byla v březnu 1963 zřízena Komise pro rozpoznávání spravedlivých, vedená nejvyšším Izraelským soudem, která uděluje titul Spravedlivý mezi národy lidem, kteří prokazatelně přispěli k záchraně Židů před holokaustem.
Součástí památníku je největší a nejobsáhlejší archiv dokumentů o holokaustu na světě. Je v něm shromážděno více než 62 miliónu stran dokumentů, přes 267 tisíc fotografií a několik tisíc dokumentárních filmů.
V areálu se také nachází knihovna zabývající se holokaustem ve světě. V knihovně je přes 86 000 knih a téměř 4 000 periodik. Knihovní fond je ve velkém množství světových jazyků, nejvíce jsou zastoupena díla v němčině, angličtině a hebrejštině. Významný podíl děl je také ve francouzštině, polštině, jidiš a ruštině.
Areál se nachází v Jeruzalémském lese na Herzlově hoře a na hřbetu na ni navazujícím (společně označovanými jako „hora Vzpomínek“), 804 m n. m.

## Památníky a muzea

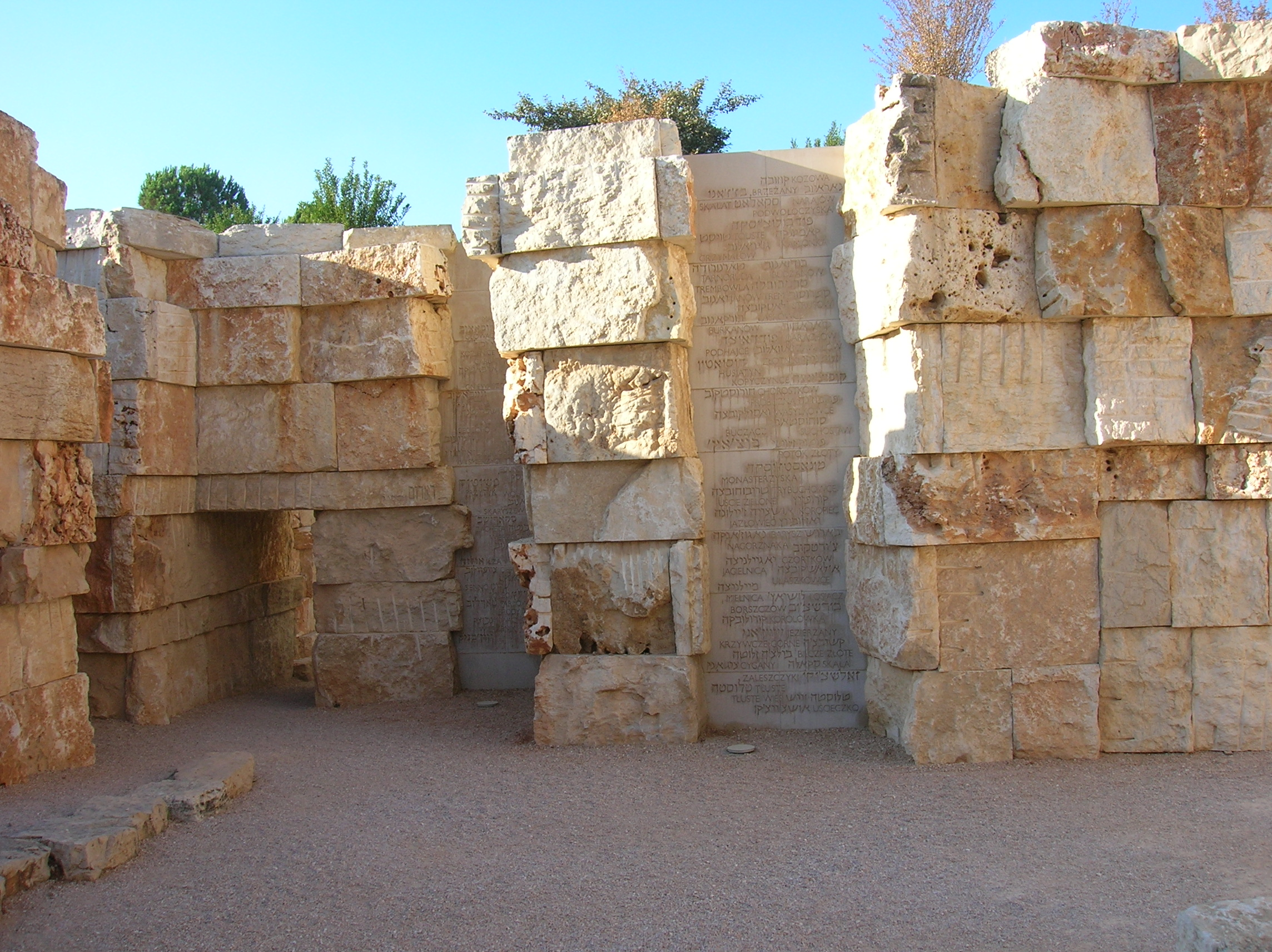
Jad vašem - Údolí komunit

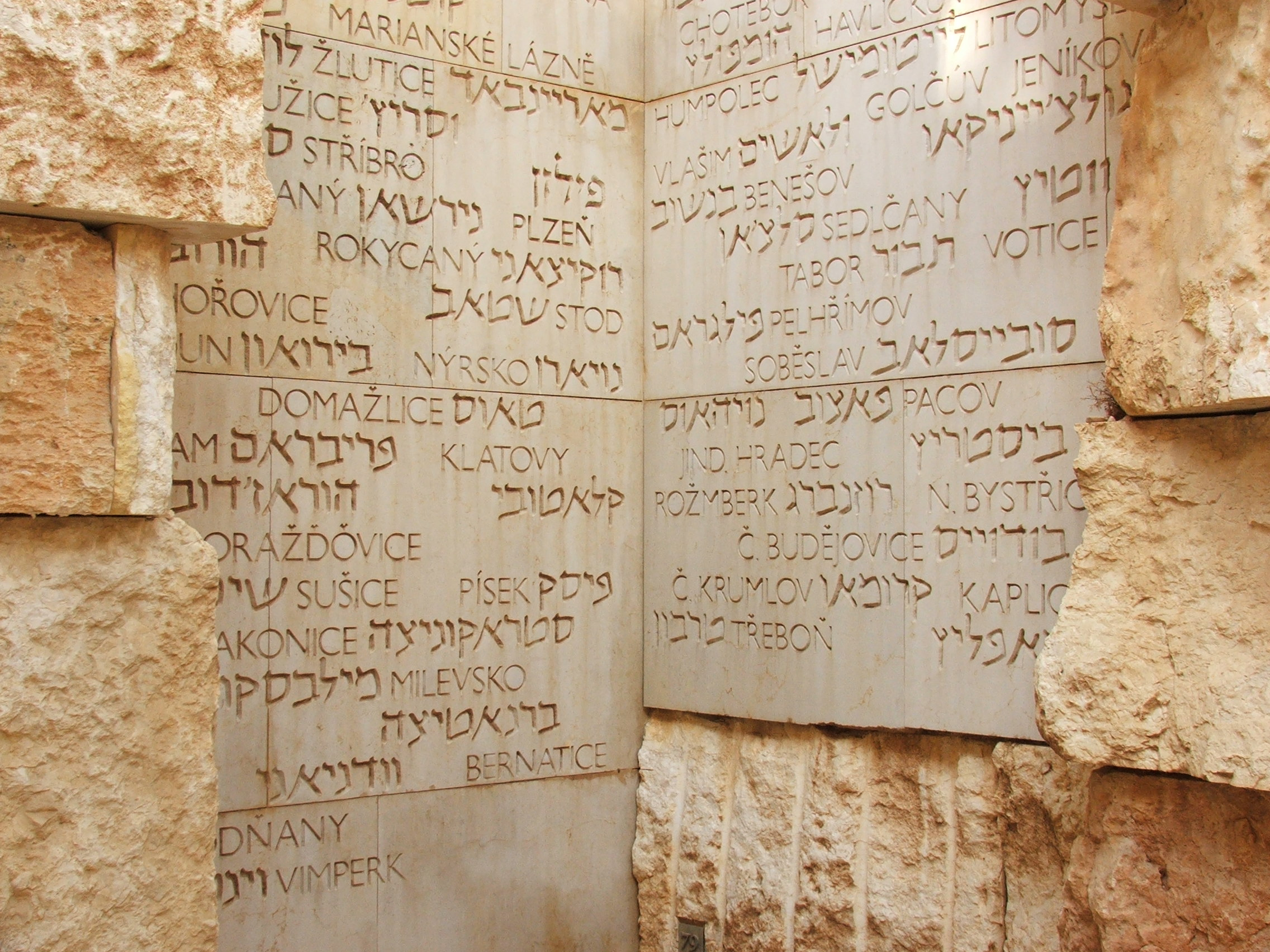
Údolí komunit - Židovské obce z českých zemí

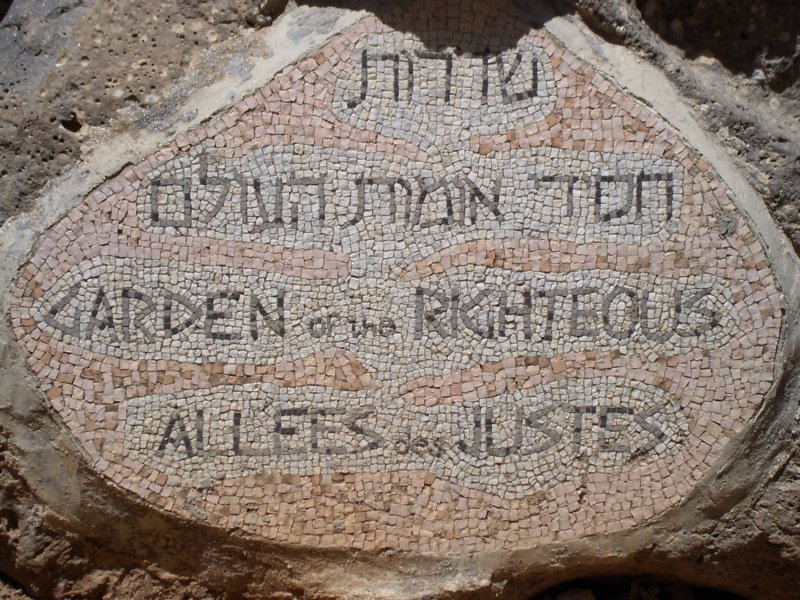
Jad vašem - vchod do Zahrady spravedlivých

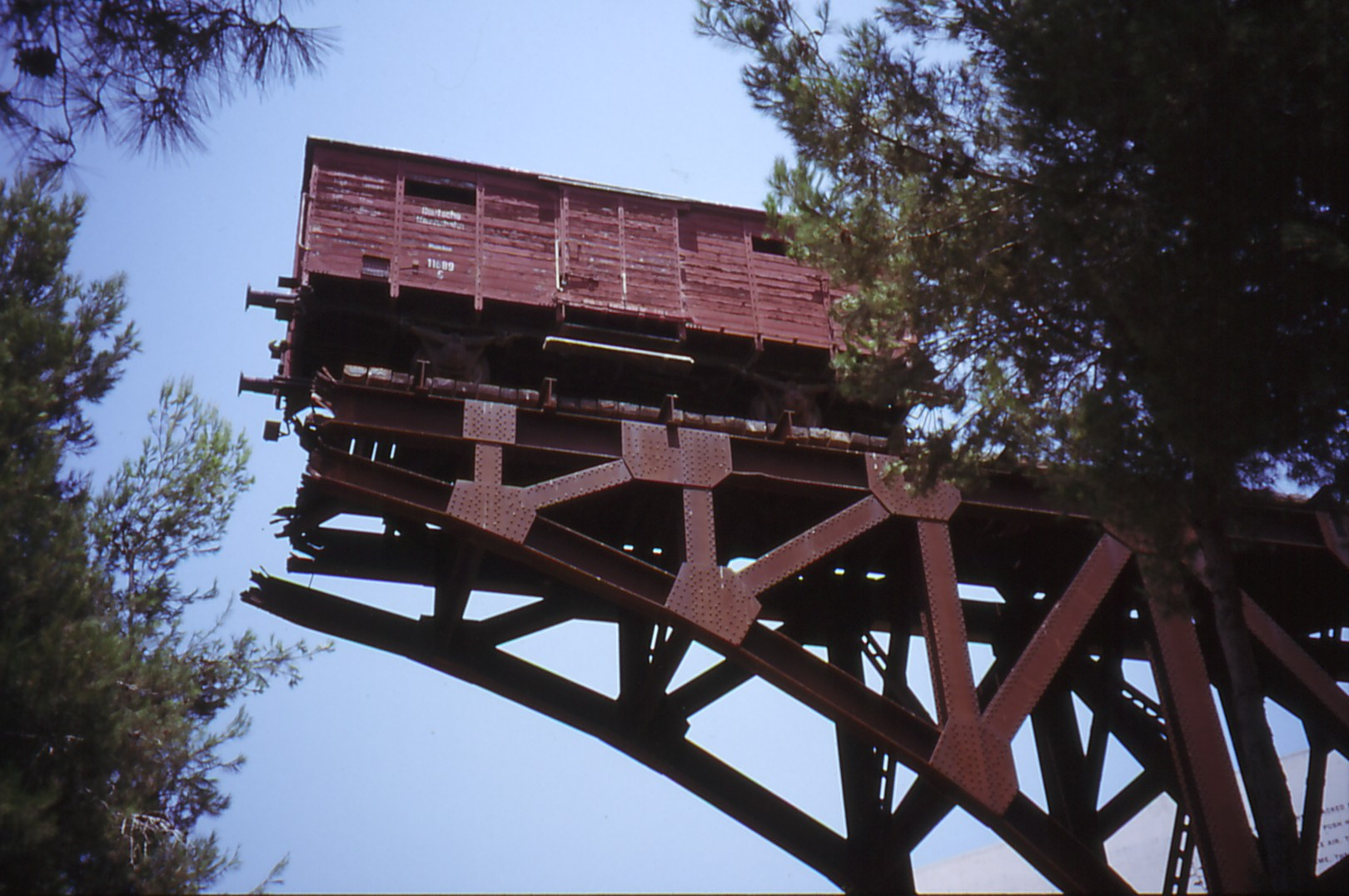
Jad vašem - Památník deportovaných

### Muzeum historie holokaustu
Dne 15. března 2005 bylo otevřeno nové Muzeum historie holokaustu, jehož autorem je architekt Moše Safdie. Má tvar dvou trojúhelníkových hranolů postavených z hrubých betonových zdí na ploše více než 4 200 m². Část výstavních prostor je umístěna v podzemí. V 10 pavilónech jsou představeny různé kapitoly holokaustu.
Expozice prezentuje holokaust ze židovské perspektivy se zdůrazněním na jednotlivé osudy obětí, které tak vystupují z anonymity statistik. Vystaveny jsou zde osobní věci obětí, jsou zde prezentována svědectví lidí, kteří holokaust přežili. V muzeu jsou použity nejmodernější multimediální technologie.

### Muzeum umění holokaustu
Toto muzeum je věnováno uměleckým dílům vzniklých v období holokaustu a děl novodobých s tematikou holokaustu.

### Dvorana jmen
Ve Dvoraně jmen jsou uchovávány Stránky svědectví. Jde o symbolické náhrobní kameny, na kterých jsou vyryta jména a životopisné údaje miliónů obětí holokaustu. Památník slouží především k tomu, aby se na oběti nevzpomínalo jako na neosobní čísla, ale na jako jedinečné lidské osoby s vlastním osudem.

### Pamětní dvorana
Pamětní dvorana byla postavena jako připomínka všech Židů, kteří zahynuli v koncentračních táborech. Tvoří jí jediná budova připomínající krematorium. V podlaze jsou vyryta jména táborů smrti osvětlovaná věčným ohněm. Je zde také uložena krypta s popelem obětí. Pamětní dvorana je nejčastějším místem pietních akcí v Jad vašem.

### Památník dětí
Památník dětí připomíná jeden a půl miliónu dětí, které byly zavražděny během holokaustu. Je vytesán do podzemní jeskyně osvětlené pouze svíčkami, které se podle židovské tradice zapalují na počest mrtvých. Jejich světlo se odráží od řady zrcadel a vytváří tak iluzi miliónů hvězd. V tomto pochmurném prostředí je neustále čten seznam jmen zavražděných dětí, jejich věk a původ.

### Údolí komunit
Na ploše 21 hektarů jsou v jeruzalémských skalách vytesána jména více než 5 000 obcí z celého světa, v nichž žily židovské komunity, zničené za holokaustu.

### Alej a Zahrada spravedlivých
V Zahradě spravedlivých je umístěna Zeď spravedlivých, kde jsou vytesána jména všech lidí, jimž byl udělen titul Spravedlivý mezi národy. Celá řada nositelů tohoto titulu má v Zahradě spravedlivých - v Aleji spravedlivých - svůj strom. V Aleji spravedlivých a v jejím okolí je vysazeno více než 2 000 stromů.

### Památník deportovaných
Na konci kolejí, vybíhajících nad okraj propasti, stojí symbol transportů smrti - dobytčí vůz Německé říšské dráhy.

## Vzdělávání, výzkum a vydavatelská činnost
Součástí Jad vašem je také Mezinárodní škola pro studia holokaustu a Mezinárodní institut pro výzkum holokaustu. Instituce se věnuje i publikační činnosti.